# Харсум
Харсум (чечен. Хьорсу хи) — река, протекает с территории Чеченской Республики по границе с Ботлихским районом Дагестана и Веденским районом Чечни и впадает в озеро Кезенойам с северо-запада, причем затопленная после естественного обвала долина реки образует один из двух заливов озера, в то время как второй залив образован затопленной долиной речки Каухи. С чеченского переводится как «Мельницы канала речка(?)».